# Guerres siciliennes
Batailles
- Première bataille d'Himère
- Bataille de Selinus
- Seconde bataille d'Himère
- Siège d'Akragas
- Bataille de Gela
- Pillage de Camarina
- Siège de Motyé
- Siège de Ségeste
- Bataille de Messine
- Bataille de Catan
- Siège de Syracuse
- Siège de Taormina
- Bataille de Crimisos

Les guerres gréco-puniques ou guerres siciliennes sont une série de conflits qui éclatèrent entre les Carthaginois et les Grecs pour le contrôle de la Méditerranée occidentale, en particulier de la Sicile, entre 600 et 265 av. J.-C. De fait, il s'agit surtout de guerres entre Carthage et Syracuse, car ce sont ces deux villes qui se disputèrent l'hégémonie même sur l'île jusqu'en 265 av. J.-C., date de l'arrivée des Romains dans l'île. 
Les premières batailles sont livrées lors de la fondation de Massalia, puis pour le contrôle de la Sardaigne, et enfin pour le contrôle de la Sicile et de l'Afrique. Dans l'ensemble,il s'agit probablement des guerres les plus longues[réf. nécessaire] de l'Antiquité.